# Falsonyctopais lamottei
Falsonyctopais lamottei är en skalbaggsart som beskrevs av Pierre Lepesme 1949. Falsonyctopais lamottei ingår i släktet Falsonyctopais och familjen långhorningar. Inga underarter finns listade i Catalogue of Life.